# Emblemaria hyltoni
Emblemaria hyltoni är en fiskart som beskrevs av Johnson och Greenfield, 1976. Emblemaria hyltoni ingår i släktet Emblemaria och familjen Chaenopsidae. Inga underarter finns listade i Catalogue of Life.